# Blaymont
Blaymont település Franciaországban, Lot-et-Garonne megyében. Lakosainak száma 215 fő (2022. január 1.). Blaymont Massels, Saint-Amans-du-Pech, Beauville, Cauzac és Frespech községekkel határos.

## Népesség
A település népességének változása:
| Lakosok száma | 259  | 214  | 217  | 219  | 216  | 213  | 209  | 209  | 211  | 215  |
|               | 1968 | 1982 | 1990 | 2006 | 2013 | 2015 | 2017 | 2019 | 2020 | 2022 |